# Agapetus kashmirensis
Agapetus kashmirensis là một loài Trichoptera trong họ Glossosomatidae. Chúng phân bố ở miền Ấn Độ - Mã Lai.